# یوجی‌سی ۸۳۲۰
یوجی‌سی ۸۳۲۰ یک کهکشان‌ است.